# Space Pirates and Zombies
Space Pirates and Zombies (ou SPAZ) est un jeu vidéo de type action-RPG développé et édité par MinMax Games, sorti en 2011 sur Windows, Mac et Linux.
Il a pour suite Space Pirates and Zombies 2.

## Accueil
- Jeuxvideo.com : 16/20[1]